# Lars Arnell den yngre
Lars Arnell, född 13 januari 1781 i Stockholm, död 9 juni 1856, var en svensk militär och ämbetsman, landshövding i Jämtlands län 1817–1818 och därefter i Hallands län mellan 1818 och 1823.

## Biografi
Lars Arnell var son till majoren Lars Arnell, chef för artilleriregementets kompani i Kalmar, och Sophie von Rosen. Farfadern, som också hette Lars Arnell, var en framstående teolog och kyrkoherde i S:t Jakobs församling i Stockholm.
Lars Arnell blev faderlös som nioåring och sattes i artilleriskola i Kristianstad. Han tjänstgjorde som informationsofficer och adjutant hos fältmarskalk Toll och avancerade samtidigt inom Frimurarorden. År 1812 gifte han sig med Anna Ulrica Harmens född i släkten Harmens och tillsammans fick de tre döttrar.
Efter att ha avancerat till major erhöll Arnell 1817 landshövdingeposten i Jämtland och 1818 i Halland och ansågs sköta dessa uppgifter så bra att han 1823 blev statssekreterare vid krigsexpeditionen. Arnells ekonomiska situation var tidigt pressad bland annat på grund av det statliga ackordssystemet, vilket i praktiken innebar handel med tjänster. Han var en dubbelnatur vars begåvning var förenad med lättsinne i affärer och vidlyftig hantering av lån och lånesedlar som han förlorade greppet över, inte minst i samband med spel, som florerade i Karl Johanstidens Sverige. Han var inte ensam om att spela bort mycket pengar men Arnell saknade familjeförmögenhet, till skillnad från många andra i hans situation vilket ofta ledde till svåra borgensåtaganden.
Våren 1825 tvingades han till en uppseendeväckande konkurs och lämnade under senhösten samma år Sverige för att undgå häktning och angav som avsikt att återvända sedan han fått fri lejd, vilket skedde hösten 1826. Arnell analyserade 1825 själv sitt öde i den anonymt utgivna lilla skriften Huru skola bankrutter förekommas, wingleriet och ockret utrotas. Hovrätten dömde honom till två års fästning och förlust av medborgerligt förtroende liksom av eventuella framtida inkomster. Arnell överklagade till Högsta domstolen men förlorade. Domskälet var fyra anklagelsepunkter för vårdslöshet mot borgenär.
Arnell hade då redan inlett en ny karriär som översättare och samarbetade bland annat med Georg Scheutz, Zacharias Hæggström och Per Adam Wallmark. I snabb takt publicerades prosaöversättningar av Johanna Schopenhauer, Walter Scott, James Fenimore Cooper, Horace Smith och Catharine Sedgwick. En del av arbetet skedde under utlandsvistelsen i Hamburg.
Våren 1827 tvingades Arnell under oklara omständigheter att lämna Sverige. Hustrun och de tre döttrarna blev kvar i Sverige. Han fann tillflykt hos sin syster Beata Maria Pippingsköld i Åbo, och fortsatte sin översättarverksamhet, så småningom i samarbete med Christian Ludvig Hjelt. Han översatte två stora verk på vers, Walter Scotts The Lady of the Lake med den svenska titeln Sjöfröken, 1828 och Thomas Moores Lalla Rookh och fortsatte samtidigt med en rad av tidens förnämsta romaner av Washington Irving, Alfred de Vigny, François-René de Chateaubriand med flera.
År 1830 blev han ansvarig utgivare för tidningen Åbo Underrättelser, som under hans ledning 1830-1839, förvärvade stort anseende. Han drev också Hjelts bokhandel i Åbo, för vilken han erhållit kejserliga privilegier. Som sekreterare i Finska hushållningssällskapet och ledare av det av honom 1836 upprättade Mustiala lantbruksinstitut som kom att spela en viktig roll för Finlands lanthushållning. Nya ekonomiska oegentligheter tvingade honom 1853 att ta avsked.